# Nové Dvory (zámek)
Zámek Nové Dvory je památkový objekt v Nových Dvorech v okrese Kutná Hora ve Středočeském kraji. Původní renesanční zámek Žerotínů zanikl za třicetileté války, současný zámek vznikl v 17. století za Věžníků. Nový barokní zámek se stal významným společenským centrem a během 18. století jej navštívili tři panovníci z rodu Habsburků. Za pozdějších majitelů Chotků byl na panství postaven zámek Kačina a Nové Dvory ztratily význam jako šlechtické sídlo, od 19. století zde byla umístěna správa velkostatku a byty zaměstnanců. V roce 1945 byl zámek zestátněn a od té doby zde sídlí základní škola. Na seznam kulturních památek byl zámek zapsán v roce 1958.

## Historie

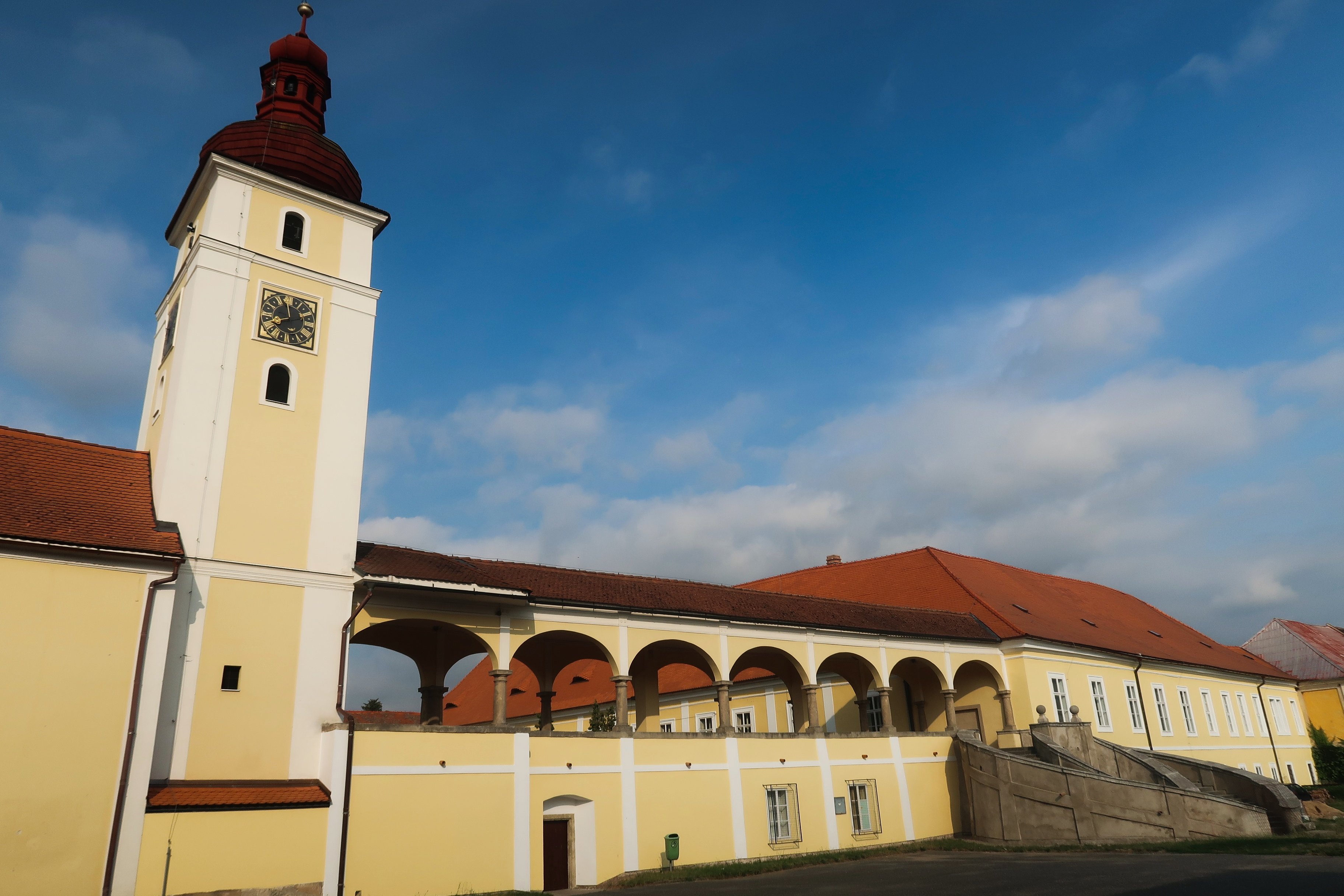
Zámecký kostel sv. Martina s arkádovou chodbou a barokní schodiště před východním křídlem zámku

Pozemky na místě dnešních Nových Dvorů byly původně majetkem sedleckého kláštera, který je koupil v roce 1278. Klášter zde vybudoval hospodářský dvůr, zvaný Nový, jeho existence je doložena první písemnou zmínkou z roku 1370, za husitských válek byl však vypálen a majetek poté přešel na královskou komoru. Po obnovení sedleckého kláštera přešel dvůr opět do jeho majetku, v roce 1552 jej koupil Hynek Martinický z Chřenovic. Od jeho potomků získal Nové Dvory v roce 1558 Karel ze Žerotína (1509-1562), který již předtím držel jako zástavu panství Kolín. Z jeho synů převzal Nové Dvory Kašpar Melichar ze Žerotína (1559-1628), který zde nechal postavit renesanční zámek. Existence starší tvrze na místě zámku není doložena, v některých pramenech se ale uvádí. K Novým Dvorům tehdy patřilo devět vesnic, samotná ves Nové Dvory ale ještě neexistovala, v okolí zámku byl jen hospodářský dvůr a ovčín. Správní celek panství Nové Dvory se poprvé uvádí v roce 1593, i když až do konce 17. století se v pramenech střídá jednotné a množné číslo (Nový Dvůr nebo Nové Dvory).
Po Kašparu Melicharovi ze Žerotína vlastnila Nové Dvory jeho dcera Eliška Polyxena se svým manželem Petrem Vokem Švihovským z Rýzmberka. Za nich byl v roce 1639 zámek vypálen švédskými vojáky generála Banéra a zůstaly z něj jen obvodové zdi. Jejich syn Bedřich Kašpar Švihovský z Rýzmberka (1626-1654) zdědil panství jako nezletilý v roce 1642, později provedl jen nejnutnější opravy zničeného zámku. Po jeho předčasné smrti byla majitelkou Nových Dvorů nezletilá dcera Anna Marie, která po sňatku a dosažení zletilosti panství prodala. V rychlém sledu se pak v držbě Nových Dvorů vystřídali Ferdinand Maxmilián z Kounic (1674-1677) a Jan Kašpar z Montani (1677-1679).

### Nové Dvory v 17. a 18. století

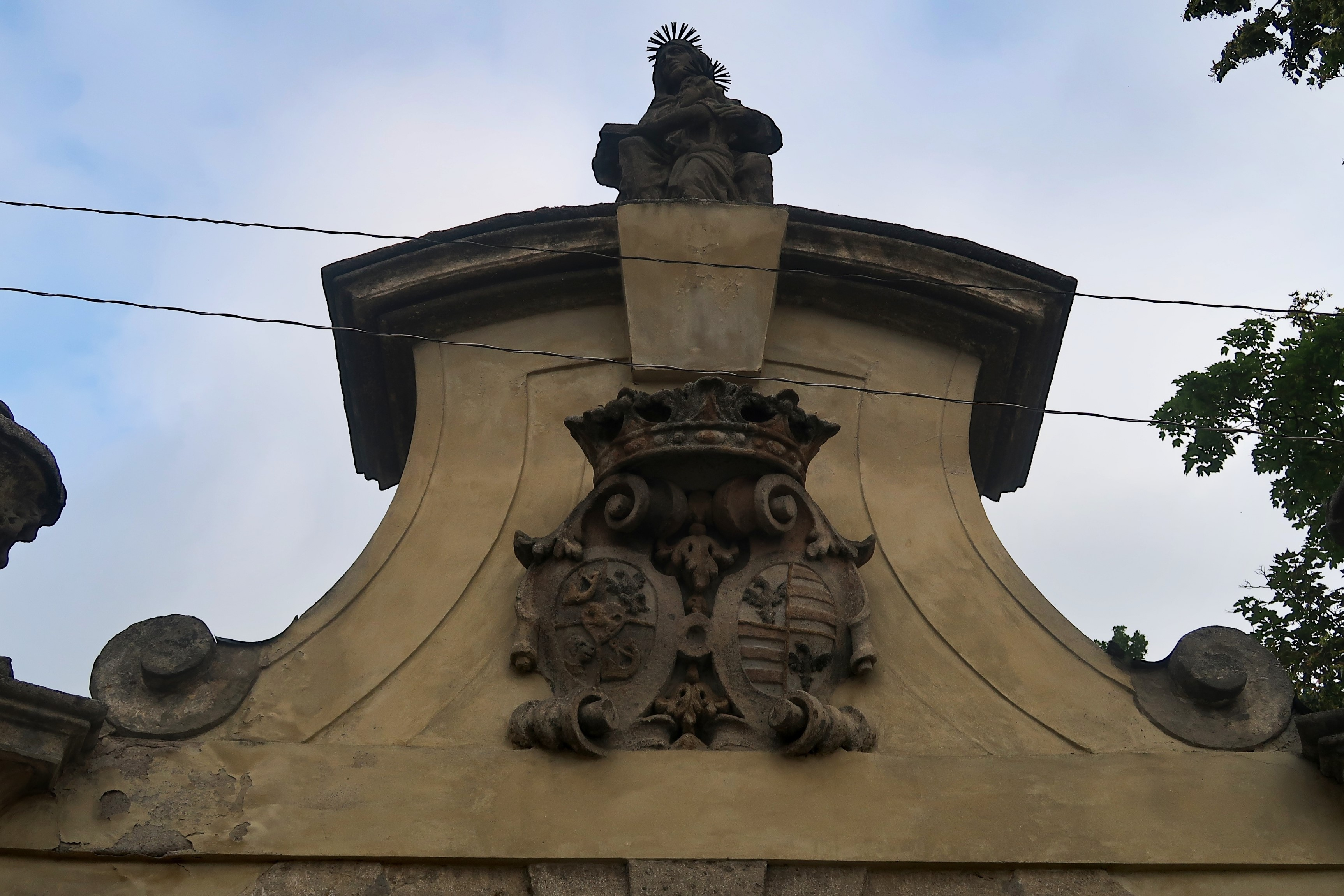
Erb Bernarda Františka Věžníka a jeho manželky Barbory Švihovské z Rýzmberka

Významným obdobím v dějinách Nových Dvorů byla éra Bernarda Františka Věžníka z Věžník (1651-1714), který panství koupil po častém střídání majitelů v roce 1679. Bernard František Věžník byl radou komorního soudu a hejtmanem čáslavského kraje, v roce 1694 byl povýšen do hraběcího stavu. Pro Nové Dvory vymohl statut městečka (1701), v té době byla postavena tzv. Kutnohorská brána a mariánský sloup na náměstí. Bernard František Věžník byl iniciátorem přestavby novodvorského zámku, která proběhla v letech 1677-1686. Zámek byl v podstatě nově vybudován v raně barokním slohu, pouze do západního křídla byla pojata část starší žerotínské stavby. Novostavba zámku se dvěma nádvořími byla později obohacena vybudováním kostela sv. Martina (1696) spojeného se zámkem arkádovou chodbou. Ta spolu s barokním schodištěm před východním křídlem zámku tvoří dodnes nejhodnotnější část celého komplexu. V roce 1702 navštívil Nové Dvory arcivévoda Josef, pozdější císař Josef I., který se zde zúčastnil honu na jeleny. Při této příležitosti byl Bernardu Františkovi Věžníkovi udělen říšský hraběcí titul (dosud byl držitelem hraběcího titulu jen pro České království).
Bernard František Věžník vlastnil řadu dalších statků, které rozdělil mezi své početné potomstvo. Dědicem Nových Dvorů se stal šestý syn Romedius Jan (1696-1720), který však zemřel předčasně a bez potomstva. Nové Dvory po něm převzala matka Barbora, rozená Švihovská z Rýzmberka, která panství v roce 1722 prodala Františku Antonínovi Pachtovi z Rájova (†1730). Kupní smlouva byla uzavřena v Karlových Varech, druhou část panství (Třebešice, Radvančice) koupil Pachta až v roce 1725 od Romediova bratra Josefa Jaroslava Věžníka. František Antonín Pachta zastával funkce u císařského dvora a v roce 1721 byl spolu s dalšími příbuznými povýšen do hraběcího stavu. V Nových Dvorech pokračoval v úpravách parku a v roce 1723 zde dvakrát hostil císaře Karla VI. na jeho korunovační cestě do Prahy. Nákladným stylem života se ale zadlužil a v roce 1727 byla na panství uvalena vnucená správa.

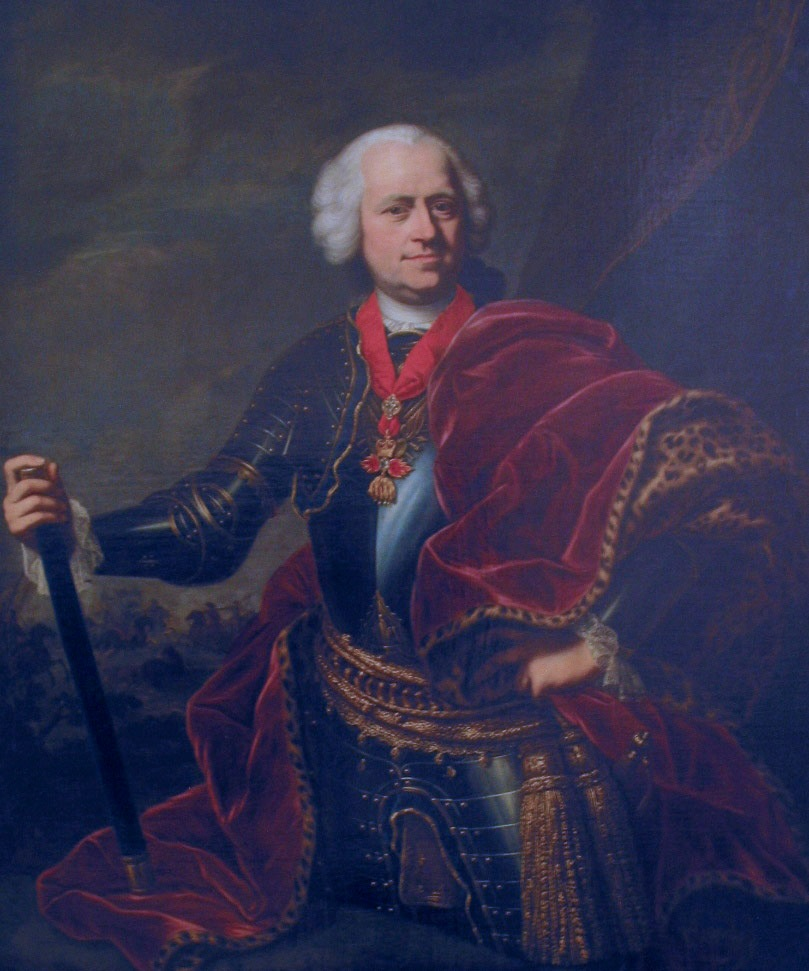
Polní maršál kníže Karel Josef Batthyány (1697-1772), majitel Nových Dvorů 1728-1764

V roce 1728 koupil Nové Dvory ve veřejné dražbě hrabě Karel Josef Batthyány (1697-1772). Patřil k významné uherské šlechtě a kromě Nových Dvorů vlastnil čtyři panství v Uhrách. V armádě dosáhl hodnosti polního maršála, později byl státním a konferenčním ministrem a v roce 1764 byl povýšen do knížecího stavu. Vzhledem ke svým závazkům v armádě a u dvora pobýval na Nových Dvorech jen výjimečně a do podoby zámku nijak nezasáhl. V roce 1750 byla ale krajina mezi Kolínem a Novými Dvory vybrána pro velké cvičení rakouské armády, kterého se zúčastnila i Marie Terezie s manželem Františkem Štěpánem Lotrinským. Přijali nabídku Batthyányho na pobyt v novodvorském zámku, kde s doprovodem pobývali v srpnu 1750 celý týden. Sám Batthyány tehdy kvůli nedostatku prostoru bydlel v sousedním dominikánském klášteře. Podobné vojenské cvičení, opět za účasti císařského páru, se v Nových Dvorech konalo v srpnu 1754. V té době byl Batthyány již nejvyšším hofmistrem pozdějšího císaře Josefa II. a byl vázán k trvalému pobytu ve Vídni. Kromě toho všech jeho devět dětí zemřelo v dětství, a i proto se rozhodl zbavit svých českých statků.

### Nové Dvory v majetku Chotků (1764–1911)

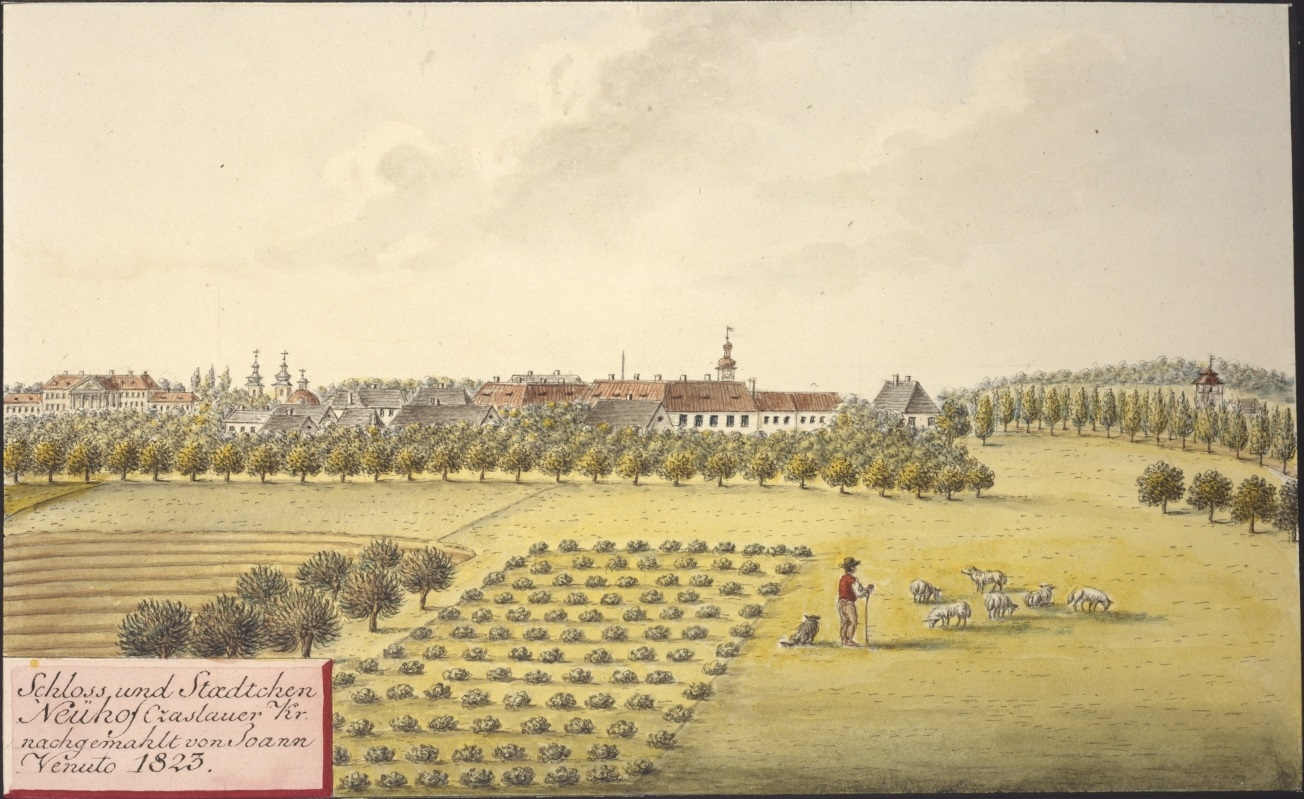
Zámek a městys Nové Dvory, malba Johanna Venuta z roku 1823

V červnu 1764 koupil Nové Dvory za 400 000 zlatých hrabě Jan Karel Chotek (1704–1787), který se s Batthyánym znal z armády a mimoto pobýval na novodvorském zámku v roce 1750 s Marií Terezií. K panství tehdy kromě Nových Dvorů patřilo 14 vesnic a 7 hospodářských dvorů, Jan Karel Chotek navíc po svém mladším bratru Rudolfovi (1706–1771) zdědil panství Veltrusy. V 80. letech 18. století podnikl Jan Karel Chotek další stavební úpravy zámku. Především bylo zbořeno jižní vstupní křídlo, čímž vznikl čestný dvůr otevřený do náměstí, k západnímu křídlu byly přistavěny nové hospodářské budovy. V parku byly vysázeny nové stromy a bylo postaveno divadlo. Úpravy pokračovaly i za Jana Rudolfa Chotka (1748–1824), kdy byly zazděny arkády v západním křídle. V souvislosti s celkovou změnou koncepce novodvorského okolí do podoby přírodně krajinářského parku začal Jan Rudolf Chotek uvažovat o výstavbě nového sídla. Necelé dva kilometry severovýchodně od Nových Dvorů byl v letech 1802–1822 postaven empírový zámek Kačina, který splňoval Chotkovy představy o moderním rodinném sídle i nároky na reprezentaci odpovídající tehdejšímu významu Chotků. Do Kačiny se Chotkové nastěhovali v roce 1823. Hned poté byl zámek v Nových Dvorech upraven pro byty zaměstnanců a kanceláře správy statku. I když se hlavním sídlem stala Kačina, správní celek nadále nesl název panství Nové Dvory. Koncem 19. století patřilo k velkostatku 3 512 hektarů půdy. Během 19. a 20. století zcela zpustl zámecký park, zanikly drobné stavby ještě z dob Věžníků a většina pozemků v bezprostředním okolí zámku byla přeměněna na pole. Posledním majitelem z rodu Chotků byl hrabě Emerich Chotek (1833–1911), po jehož úmrtí byl rodový majetek rozdělen. Velkostatek Veltrusy zdědil jeho mladší bratr Arnošt Chotek (1844–1927), zatímco Nové Dvory s Kačinou převzal synovec hrabě Quido Thun-Hohenstein (1873–1955). Ten sice v době první republiky trvale žil na Kačině a inicioval přestavbu zámku, nakonec ale natrvalo přesídlil do Itálie, kde zemřel.
Na základě Benešových dekretů přešel zámek Nové Dvory v roce 1945 do státní správy. Zámek byl předán Místnímu národnímu výboru, který do jeho prostor umístil základní školu. Základní škola s družinou je v zámku umístěna dodnes, objekt je majetkem městyse Nové Dvory.

## Popis

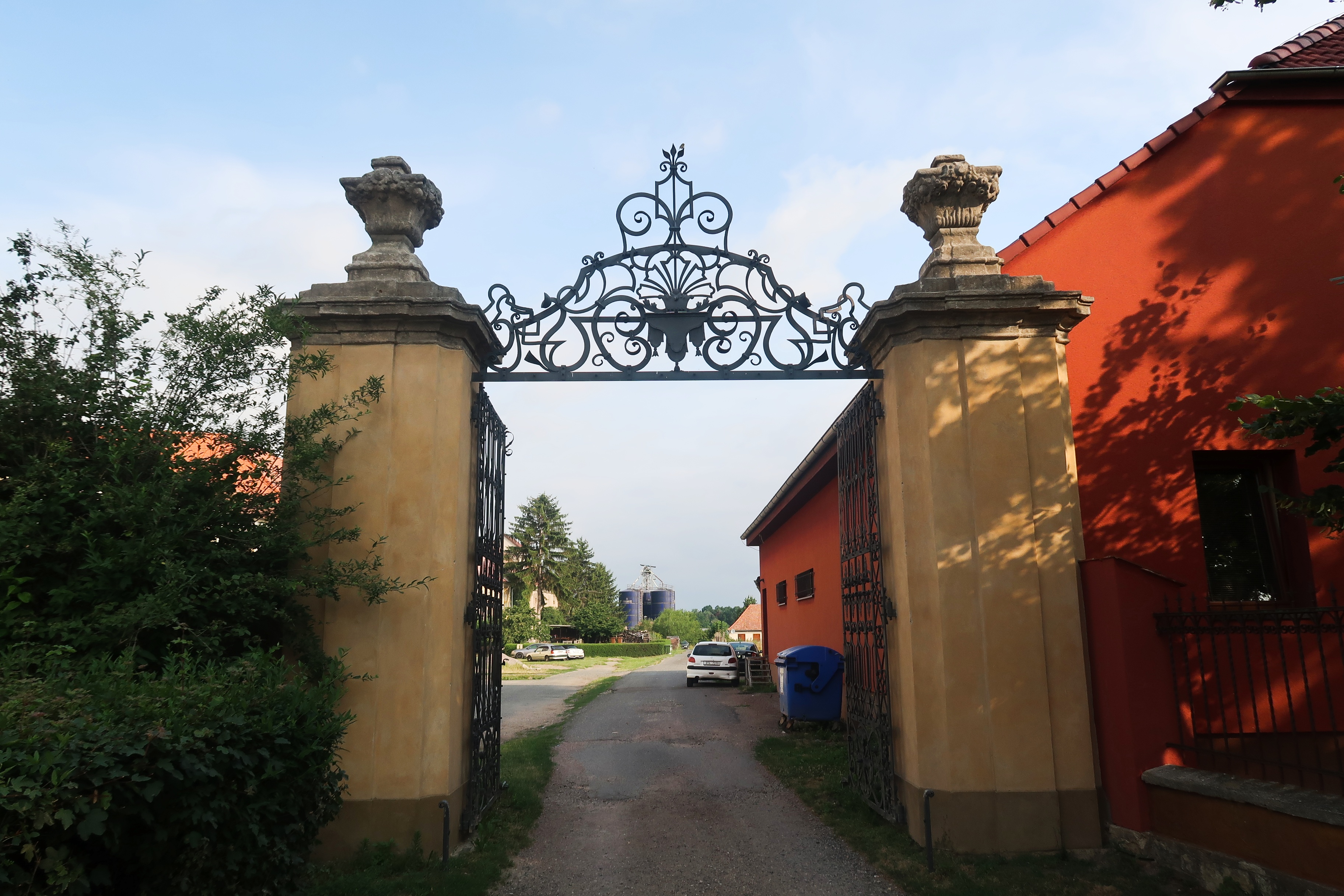
Vstupní brána do areálu zámku

Zámek se nachází v západní části náměstí, jedná se o čtyřkřídlou jednopatrovou budovou s uzavřenou nádvorní dispozicí. Z jižního vstupního průčelí vystupuje na západní straně úzké boční křídlo, v němž jsou umístěny byty zaměstnanců školy. Na východní straně navazuje na zámek arkádová chodba, která jej spojuje s kostelem sv. Martina. Mezi arkádovou chodbou a východní části zámku je vystavěno hodnotné barokní schodiště, které dříve vedlo do parku. Severně od zámku se nachází rozsáhlý komplex hospodářských budov, které jsou částečně využívány různými soukromými firmami.